# Abraham Patusca da Silveira
Araken, właśc. Abraham Patusca da Silveira (ur. 7 lipca 1905 w Santos  – zm. 24 stycznia 1990 w Santos) były brazylijski piłkarz występujący na pozycji napastnika.

## Kariera klubowa
Araken zaczynał karierę w FC Santos w 1923 roku i występował w nim do 1928 roku. W czasie gry w Santosie zdobył tytuł króla strzelców Ligi stanowej São Paulo w 1927 roku. Następny rok spędził w Atlético Santista. W latach 1930–1934 spędził w São Paulo FC, z którym świętował zdobycie mistrzostwo stanu São Paulo – Campeonato Paulista w 1931 roku.
Rok 1935 spędził w Independente São Paulo, z którym sięgnął po swój drugi tytuł mistrza stanu São Paulo. W latach 1935–1937 ponownie grał w Santosie FC. Lata 1937–1938 spędził w Estudiantes Paulista, po czym wrócił do São Paulo FC, gdzie w 1939 zakończył piłkarską karierę.

## Kariera reprezentacyjna
Araken na początku lat 30. grał w reprezentacji Brazylii, z którą uczestniczył w mistrzostwach świata w 1930 roku w Urugwaju. Na mistrzostwach wystąpił w przegranym meczu z reprezentacją Jugosławii. Był to jedyny jego mecz międzypaństwowy w barwach canarinhos (wcześniej 6 stycznia 1929 grał w wygranym 5-3 meczu przeciwko argentyńskiej drużynie Sportivo Barracas Bolívar).